# 秋田県立本荘高等学校
秋田県立本荘高等学校（あきたけんりつほんじょうこうとうがっこう）は、秋田県由利本荘市にある県立高等学校。
本高（ほんこう）の通称で呼ばれている。

## 概要
秋田県内で4番目に設立された旧制本荘中学校を前身とする公立高等学校。
普通科が設置され、理系進学向けに数理探究クラスがある。進学重視型単位制および三学期制を採用している。
「右文尚武」（文武両道と同じ意味）が校是で、部活動ではインターハイ常連の端艇部をはじめ、硬式野球部・柔道部・弓道部などで全国大会に出場経験がある。
応援の際には男子生徒が肩を組んでから、上半身を前後に反らせるのが特徴的である。
現在の校舎は三代目で、屋根は瓦である。 
校舎までには500メートルほどの坂があり、多くの運動部が走り込みを行う。また、この坂は道に沿って桜が植樹されていることから「桜坂」と呼ばれている。
制服は、男子は創立以来の黒の学生服。女子は冬服は濃紺のブレザー、夏服はセーラー服にブルーチェックのスカートとなっている。

## 沿革
- 1900年（明治33年）12月 - 秋田第四中学の創立を秋田県議会で可決。
- 1902年（明治35年）4月 - 秋田県立本荘中学校として由利郡本荘町桜小路1番地（現在の由利本荘市立尾崎小学校）に開校。
- 1907年（明治40年）3月 - 第1回卒業式を挙行。同窓会を設立。
- 1948年（昭和23年）
  - 4月 - 学制改革により秋田県立本荘高等学校と改称。
  - 6月 - 定時制課程を併設。
- 1951年（昭和26年）4月 - 男女共学となる。
- 1955年（昭和30年）4月 - 全日制課程商業科を設置。
- 1988年（昭和63年）9月 - 新校舎（本荘市陣場岱6番地）に移転。
- 2003年（平成15年）3月 - 下郷分校を閉校。
- 2004年（平成16年）3月 - 全日制課程商業科を閉科。
- 2013年（平成25年）4月 - 普通科に数理探究クラスを設置。

## 学校行事
4月に行われる運動会では、3年生の男子が文系と理系に分かれて「棒倒し」を行うのが伝統である。

6月に行われる文化祭は校訓である「玲瓏同気」にちなんで「玲瓏祭」と呼ばれている。
クラスごとに仮装をし、劇などを行う「仮装パフォーマンス」は本荘公園などを利用しての一般公開もされている。

## 部活動
- 運動部系 - 端艇、ヨット、陸上競技、硬式野球、軟式野球、剣道、柔道、弓道、バスケットボール、バレーボール、卓球、ソフトテニス、サッカー、水泳、山岳、硬式テニス
- 文化部系 - 吹奏楽、演劇、放送、科学、文芸、華道、茶道、書道、美術、写真

## 著名な卒業生
- 武塙祐吉（第12代秋田市長 ）
- 猪股謙二郎 （初代本荘市長、旧 本荘町長）
- 大滝重直 （小説家）
- 池田修三（元秋田県高校美術科教諭、元日本版画協会会員、版画家）40年卒
- 植村伴次郎（東北新社最高顧問）45年卒
- 加藤隆勝（筑波大学名誉教授）50年卒
- 村岡兼造（元衆議院議員、内閣官房長官）※東京都立小石川高等学校に転校
- あべ十全（ローカルタレント、由利本荘市議会議員）69年卒
- 松澤昭（東京工業大学教授、集積回路工学）71年卒
- 佐藤守 （元社会人野球選手、早稲田大学野球部投手）71年卒
- 伊藤秀志（シンガーソングライター、ラジオDJ）73年卒
- 佐藤道信（東京芸術大学教授、近代日本美術史学）75年卒
- 上里京子（群馬大学教授、家政教育学）76年卒
- 村岡兼幸（実業家、元日本青年会議所会頭）76年卒
- 工藤幹夫（元プロ野球選手。1982年パ・リーグ最多勝利投手）79年卒
- 黒木玄（数学者、東北大学大学院理学研究科助教）84年卒
- 田村亮（日本航空取締役常務執行役員・整備本部長、 JALエンジニアリング代表取締役社長 ）84年卒
- 畠山啓（元サッカー選手、サッカー指導者）86年卒
- 市川雄次（にかほ市長）86年卒
- 竹内昌也（元プロ野球選手、中日ドラゴンズスコアラー）90年卒
- 佐々木弥（元社会人野球選手）91年卒
- 岡田友弘（指揮者）93年卒
- 佐々木瞳（テレビユー山形アナウンサー）97年卒
- 仁部智（元プロ野球選手）98年卒
- 三浦サリー（シンガーソングライター）06年卒
- 佐々木遥希（サッカー指導者、 秋田大学サッカー部学生監督、 ブラウブリッツ秋田分析担当インターン ）18年卒

## アクセス
- JR羽越本線 羽後本荘駅  徒歩20分
- 由利高原鉄道鳥海山ろく線 薬師堂駅 徒歩10分